# Reinhold-Burger-Schule
Die Reinhold-Burger-Schule ist eine Integrierte Sekundarschule im Berliner Ortsteil Pankow des gleichnamigen Bezirks, die nach dem Erfinder der Thermoskanne, Reinhold Burger, benannt wurde. Sie hat ein werteorientiertes, gesellschaftlich-kulturelles Schulprofil entwickelt.
Die gemeinsame Oberstufe realisiert die Reinhold-Burger-Schule mit der Heinz-Brandt-Schule in Kooperation mit und am Standort von der Max-Bill-Schule. Unter gemeinsamen Leitlinien werden dabei erfolgreich individuelle Bildungswege bis zum Abitur gestaltet.

## Geschichte
Anfang des 20. Jahrhunderts war Pankow ein sich entwickelnder Vorort von Berlin, der 1913 bereits 21.524 Einwohner zählte.
Um die Jahrhundertwende entstanden viele neue Gebäude, wie auch das fünfgeschossige Schulgebäude. Die Errichtung des Mauerwerksbaus dauerte zwei Jahre und war 1900 abgeschlossen. Bis zum Bau des Rathauses Pankow 1902 war das Gebäude zur Breiten Straße hin freistehend, lag dann aber im Schatten des Rathauses.
Seit den 1920er Jahren bis zum Ende des Zweiten Weltkriegs war die Schule eine Oberrealschule für Jungen, benannt nach Carl Peters, dem Begründer der deutschen Kolonie Ostafrika. Seine stark ausgeprägte rassistische Grundhaltung war mit offener und brutaler Gewalt gegen Indigene verbunden, sodass die Schule in der DDR-Zeit umbenannt wurde.

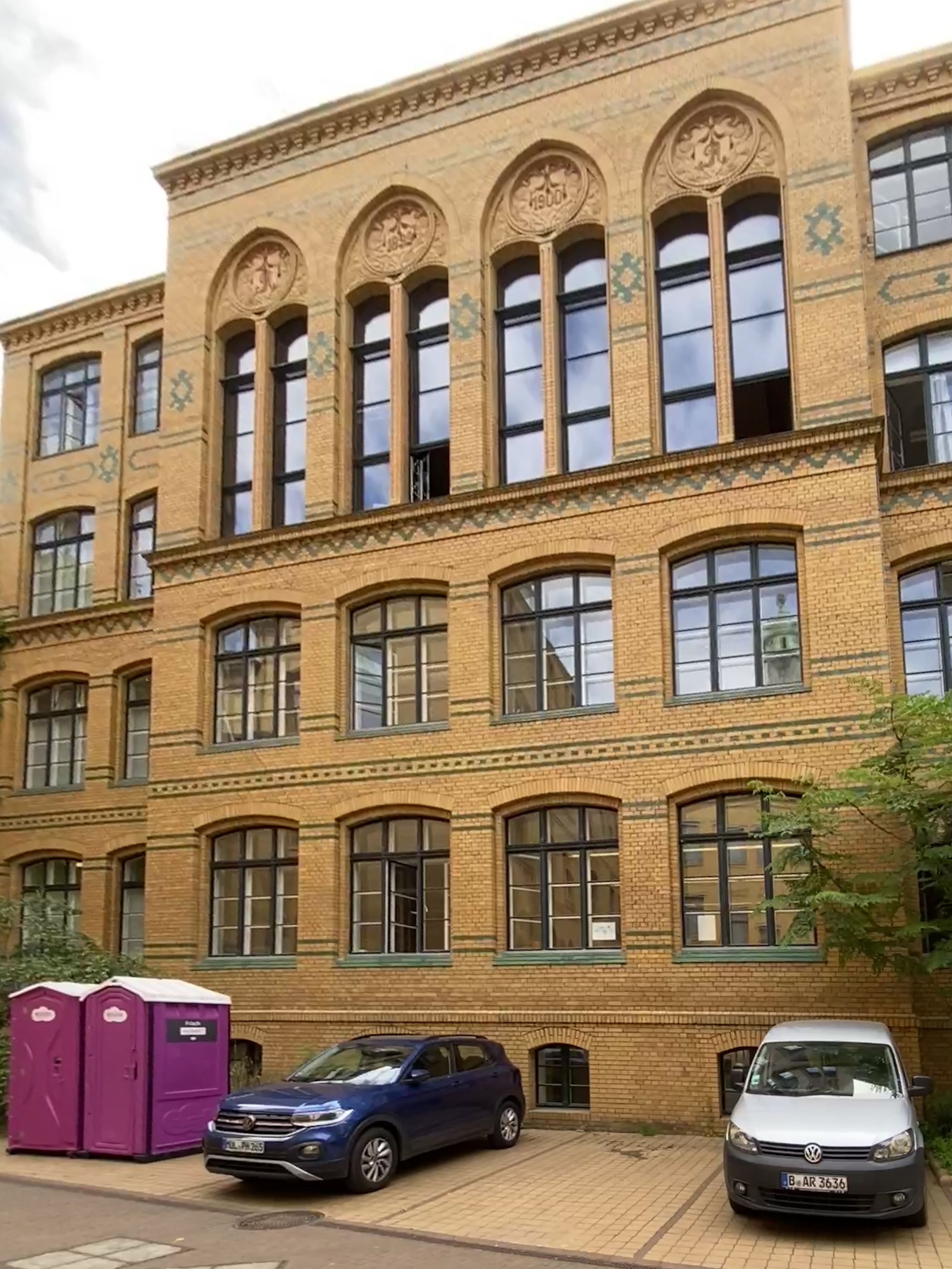
Reinhold-Burger-Schule, Vorderseite

Nach Kriegsende zog die sowjetische Kommandantur des Stadtbezirks Pankow in die Gebäude rund um das Rathaus ein. im heutigen Schulgebäude fand das sowjetische Militärgericht seinen Sitz. Mit der Konfiszierung des Gebäudes durch die Rote Armee löste sich die Schule auf.
Erst Ende der 1940er Jahre konnte der Schulbetrieb wieder aufgenommen werden. Die Schule hieß nun Karl-von-Ossietzky-Schule, später neutral genannt 6. Oberschule und ab den 1980er Jahren Cäsar-Horn-Oberschule, benannt nach dem Widerstandskämpfer gegen den Nationalsozialismus, Cäsar Horn. Bereits zu DDR-Zeiten wurden das Schulgebäude und die nebenan stehende Sporthalle denkmalgeschützt und renoviert.
Durch Sanierungsarbeiten, die im Dezember 2008 für das Hauptgebäude und im Jahr 2015 für das Nebengebäude abgeschlossen waren, wurde bei laufendem Unterricht in mehreren Bauabschnitten die Hauptschule zu einer integrierten Sekundarschule umgestaltet.

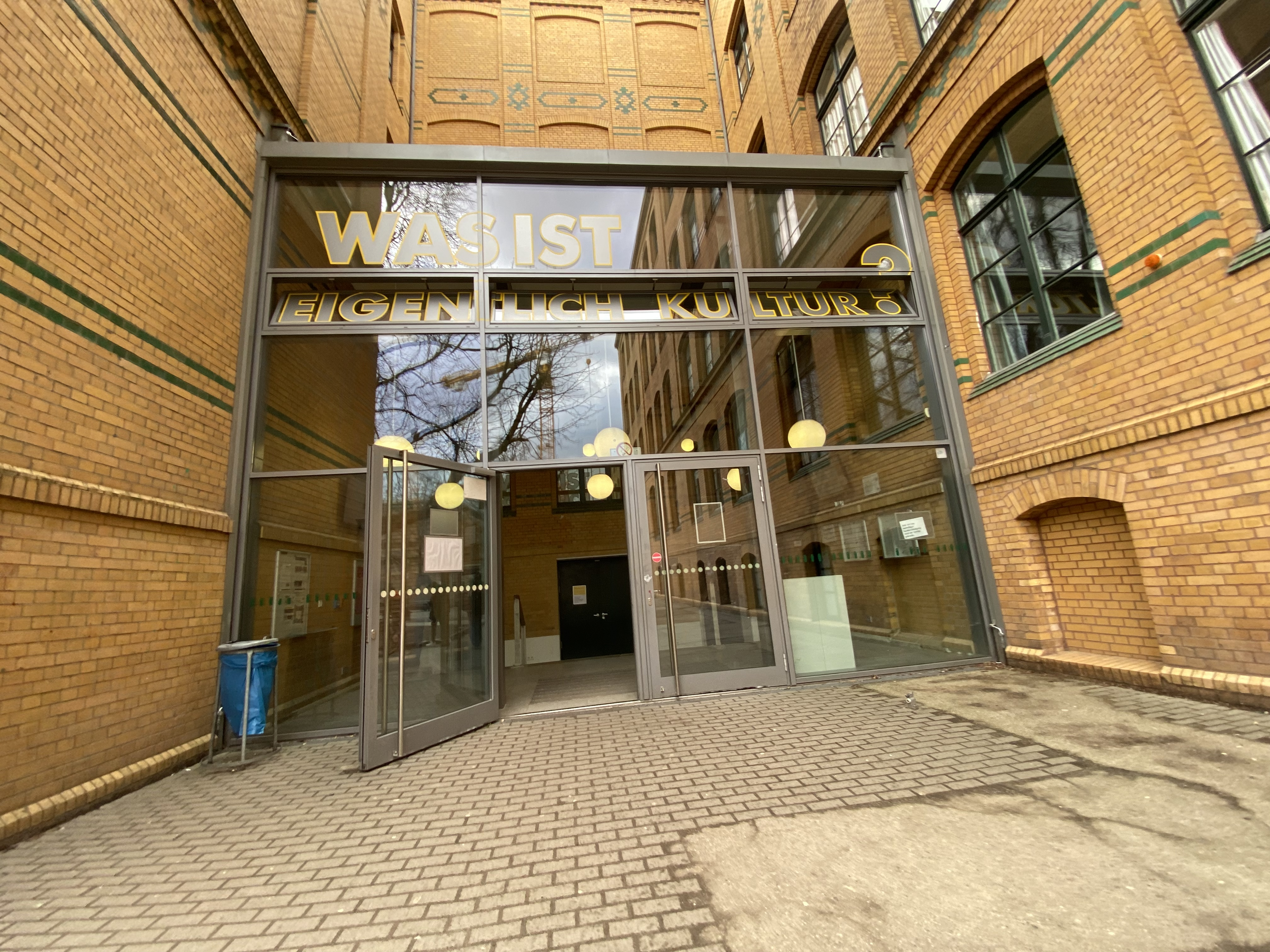
Haupteingang, 2023
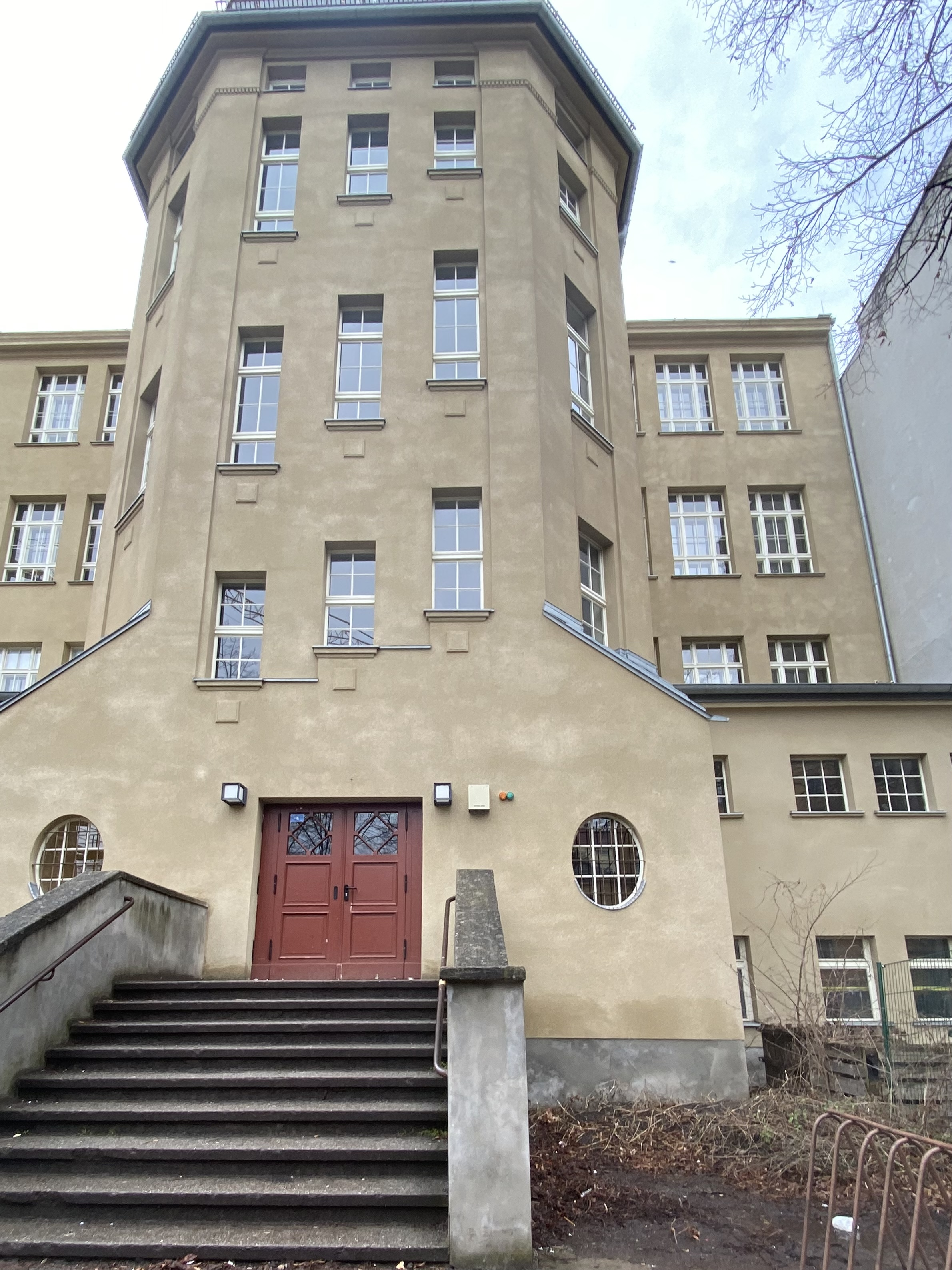
Turnhalle im Nebengebäude, 2023

## Besonderheiten
Die Reinhold-Burger-Schule trägt seit dem Jahr 2014 den Titel Schule ohne Rassismus – Schule mit Courage. Regelmäßig veranstaltet die Schule Projekte zur politischen Bildung. Dazu gehört eine Gedenkstättenfahrt nach Auschwitz für die neunten Jahrgänge.
Der Zusammenschluss der sogenannten Ein-Stundenfächer zu den Lernbereichen „Gesellschaftswissenschaften“, „Kultur“ und „Naturwissenschaften“ ermöglicht die verstärkte Durchführung von projekt- und themenzentriertem Unterricht. Durch diese Form des kreativen, situierten Lernens entstehen an der Schule vielfältige Möglichkeiten, offene Fragestellungen durch individuelle Herangehensweisen zu bearbeiten. Zum Ende des Schuljahres findet jedes Jahr ein Sommerfest statt, zu dem Schüler, Eltern und Lehrer eingeladen sind. Neben einem musikalischen Bühnenprogramm und anderen Beiträgen gibt es jedes Jahr ein Thema, zu dem die Klassen ihre Projekte vorstellen.
Am 22. April 2021 wurde die Reinhold-Burger-Schule innerhalb des Berliner Landesprogramms Kulturagenten für kreative Schulen als Referenzschule Kultur ausgezeichnet.
Die Schule bietet mehrere Praktika für verschiedene Jahrgangsstufen an. Die Schüler der 8. Klasse absolvieren ein 14-wöchiges Sozialpraktikum, jede Woche sind sie an einem bestimmten Tag für mehrere Stunden in ihrer sozialen Einrichtung. Das „klassische“ Praktikum in der 9. Klasse kann bis zu vier Wochen dauern. In der 10. Klasse gibt es ein zweiwöchiges Praktikum. An der Reinhold-Burger-Schule wurde darüber hinaus das "Integrierte Produktive Lernen" entwickelt. Hier wird im Sinne der Inklusion auf das Separieren von Schülern in einem Bildungsgang Produktives Lernen verzichtet. Die Schüler können alternativ Integriertes Produktives Lernen als Wahlangebot wahrnehmen und verbleiben dabei an den Schultagen in ihren Klassen.
Die von den Schülern geführte Schülerzeitung Volle Kanne belegte beim Berliner Schülerzeitungswettbewerb dreimal (in den Schuljahren 2020/21 und 2021/22 sowie im Jahrgang 2023) den ersten Platz in der Kategorie Integrierte Sekundarschulen. Darüber hinaus erreichte die im Jahr 2021 prämierte Ausgabe beim bundesweiten Schülerzeitungswettbewerb der Länder in der Kategorie Realschulen den 3. Platz.